# Rhinella gildae
Espèce
Rhinella gildae est une espèce d'amphibiens de la famille des Bufonidae.

## Répartition
Cette espèce est endémique du Maranhão au Brésil. Elle se rencontre dans la municipalité de São Pedro da Água Branca.

## Description
Les 2 spécimens adultes mâles observés lors de la description originale mesurent entre 69,6 mm et 76,4 mm de longueur standard.

## Étymologie
Cette espèce est nommée en l'honneur de Gilda Vasconcellos de Andrade.

## Publication originale
- Vaz-Silva, Maciel, Bastos & Pombal, 2015 : Revealing two new species of the Rhinella margaritifera species group (Anura, Bufonidae): An enigmatic taxonomic group of Neotropical toads. Herpetologica, vol. 71, p. 212–222.